# Rock a Vista
Rock a Vista est un festival de musique rock créé à Pontivy et qui se déroulait tous les ans de 2000 à 2009 généralement le deuxième week-end d'avril à la Halle Safire.

## Programmation

### Édition 2000
Le festival s'est déroulé le samedi 22 avril 2000.
- artistes : Sergent Garcia, Toots and the Maytals, Ska-P, Saïan Supa Crew,Babylon Circus et Brahim.

### Édition 2001
Le festival s'est déroulé le samedi 14 avril 2001. 
- artistes : Tiken Jah Fakoly, Assassin, Marcel et son Orchestre, Disiz la Peste, Percubaba et Ouarzazate System.

### Édition 2002
Le festival s'est déroulé le samedi 19 avril 2002.
- artistes : Max Roméo, High Tone, Watcha, X Syndicate, Narayana et Mickey Dread.

### Édition 2003
- artistes : Pas d'édition 2003

### Édition 2004
Le festival s'est déroulé le samedi 10 avril 2004.
- artistes : Sinsemilia, Marcel et son orchestre, Hilight Tribe, X Makeena et Scums.

### Édition 2005
Le festival s'est déroulé le samedi 16 avril 2005.
- artistes : Luke, Israel Vibration, Déportivo, Babylon Circus, JMPZ et Contra Legem.

### Édition 2006
Le festival s'est déroulé le samedi 15 avril 2006.
- artistes : Les Wampas, Mass Hysteria, Jim Murple Memorial, La Phaze, Strup-X et No Bandera.

### Édition 2007
Le festival s'est déroulé le samedi 7 avril 2007.
- artistes : Capleton, Winston McAnuff, Percubaba, Didier Super, Hilight Tribe et Badjoke.

### Édition 2008
Le festival s'est déroulé le samedi 12 avril 2008 devant 3 000 festivaliers.
- artistes : Alpha Blondy, Macka B, The Congos, Transglobal Underground et Improvisators Dub.

### Édition 2009
Annulés par manque de réservations. Les deux concerts devaient être l'occasion de fêter les 10 ans du festival.
- 11 avril : Toots & the Maytals, Sebastian Sturm, La Caravane Passe, Missill et The Bird is Yellow
- 9 mai : Sinsemilia, Dub Pistols et Hilight Tribe